# Beverly Hills Tini Klub
A Beverly Hills Tini Klub (eredeti cím: Beverly Hills Teens) 1987-ben futott amerikai–francia–mexikói televíziós rajzfilmsorozat, amelynek rendezői Michael Maliani, Craig Zukowski, Brian Bianchi és Patty Kitschr. Az írói Eleanor Burian-Mohr és Jack Hanrahan, a zeneszerzői Haim Saban és Shuki Levy, a producere Robby London. A tévéfilmsorozat a DIC Entertainment gyártásában készült, a Access Syndication forgalmazásában jelent meg. Műfaját tekintve romantikus filmsorozat, filmvígjáték-sorozat és kalandfilmsorozat. Amerikában szindikációs sugárzás keretében vetítették, Magyarországon a KidsCo sugározta.

## Ismertető
A sorozat tele van csupa komikus és pazar jómóddal. Ez a sok jómód élményt nyújt. Nyomon követhető valamennyi amerikai tinédzser élete. A társaság tagjai mókaszeretőek. Valamint nyomon követhetőek szerelmi vágyaik is.

## Szereplők
- Bianca Dupree – Fekete hajú, hiszékeny, mesterkedő és szépséges tinilány, aki mindent elhisz. Jellemében arrogáns díva, a tinédzser társai gyakran látják, ahogy a hosszú rózsaszín limuzinjában utazik. Nyomon követi Empresst és a sofőrjét Wilshire Brentwoodot. A háza tiszta és kondicionált, amelynek javára nem kedveli a természetet. Nagyon féltékeny Larke Tannerre, akivel közös a kapcsolata Troy Jeffrieszel. Wilshire szerelmes belé, de a szerelmessége reménytelen.
- Blaze Summers – Sötétszőke hajú tinilány, aki egy cowboynő (kaubojnő). Barátkozó, laza és barátságos természetű. Van egy lova, Stardust, akivel lovagol. A természete a hercege számára bájos és vonzó, végül beleszeret.
- Buck Huckster
- Chester McTech
- Empress
- Fifi
- Gig
- Jett
- Jillian Thorndyk – Világosszőke hajú tinilány, aki Pierce húga. Pierce számára bosszantó és sokkal felnőttesebben próbál viselkedni, mint ahogy a korához illő. Úgy tűnik sokszor, hogy nem túl jól viszonyul bátyjához. Pierchez, Chester McTechkbe valamennyire szerelmes, mivel Troy Jeffries korához képest túlzottan fiatal.
- Larke Tanner – Szőke hajú, kék szemű tinilány, aki szinte Beverly Hill királynője, valamint részidős modell, jellemében részidős modell. Nagyon szereti Troy Jeffriest. Fényesen csillogó és rózsaszínű Ferrarit vezet. Amikor Ferrarival megy, általában a kedvenc cicája, Tiara is elkíséri. Sokat nyer a versenyeken. Azokon a versenyeken, amelyeken részt vesz, azokon Bianca Dupree keményen próbál ellene szabotálni. Ízig-Vérig jószívű és édes.
- Nikki Darling – Tinilány, aki nagyon törekvő modell.
- Pierce Thorndyke III
- Radley
- Shanelle Spencer – Tinilány, aki értelmes, higgadt és erőltetett a humorérzéke. A tinédzserek vidéki klubjának elnöke. Természetesen született vezető, aki ragaszkodik a szabályokhoz és nem használja sose helytelenül a presztízsét.
- Brenda "Switchboard" McTech – Tinilány, aki nagyon vonakodó és hazugságos pletykákat terjeszt. Az öccse Chester, aki nagyon koraérett.
- Tara Belle – Tinilány, aki udvarias, nőies és kifejezett hangsúllyal beszél. A viselkedését néha összetévesztik Naivete viselkedésével.
- Tiara
- Troy Jeffries
- Wilshire Brentwood

## Magyar hangok
- Bíró Anikó – Bianca
- Kiss Virág – Larke
- Zsigmond Tamara – Tara
- Moser Károly – ?
- Szokol Péter – Wilshire
- Kilényi Márk – ?
- Hamvas Dániel – ?
- Kossuth Gábor – ?
- Dudás Eszter – Nikki
- Árkosi Kati – ?
- Simonyi Piroska – Switchboard
- Dögei Éva – Shanelle
- Szalay Csongor – Radley
- Mezei Kitty – ?

## Epizódok
1. Városszörf, dupla gond (Double-surfing, Double-cross)
2. Ebrágta házi feladat (The Dog Ate My Homework)
3. Átalakítás (The Makeover)
4. Az én Wilshire-öm (My Fair Wilshire)
5. Robot románc (Robot Romance)
6. A meghallgatás (Cating Call)
7. Egyszer fent, Egyszer lent (Down & Out in the Teenclub)
8. A nagy vadászat (Chase Of A Lifetime)
9. A lesikló verseny (Downhill Racer)
10. Rövidzárlat Radley-nél (Radley Wipes Out)
11. Hajótörés (Shipwrecked)
12. Halloweeni jelmezbál (Halloween in the Hills)
13. A herceglátogatása (Visit from a Prince)
14. Álomrandi (Dream Date)
15. Sátortábor (Camp Camping)
16. Emlékezetkiesés (A Time to Remember)
17. A tökéletes ajándék (The Perfect Gif)
18. Chester a randikorú (Chester the Matchmaker)
19. Ki hordja a nadrágot? (Who Wears the Pants?)
20. Szabad verseny (Open for Business)
21. Szappanopera (Operation: Soap Opera)
22. Majális (Teenclub Carnival)
23. Szerelmi bájital (Potions of Love)
24. A tinikupa (The Teen Cup)
25. A kastély szelleme (Ghost Story)
26. Mese és valóság (Fairy Tale Flake Out)